# Cultura Chancay

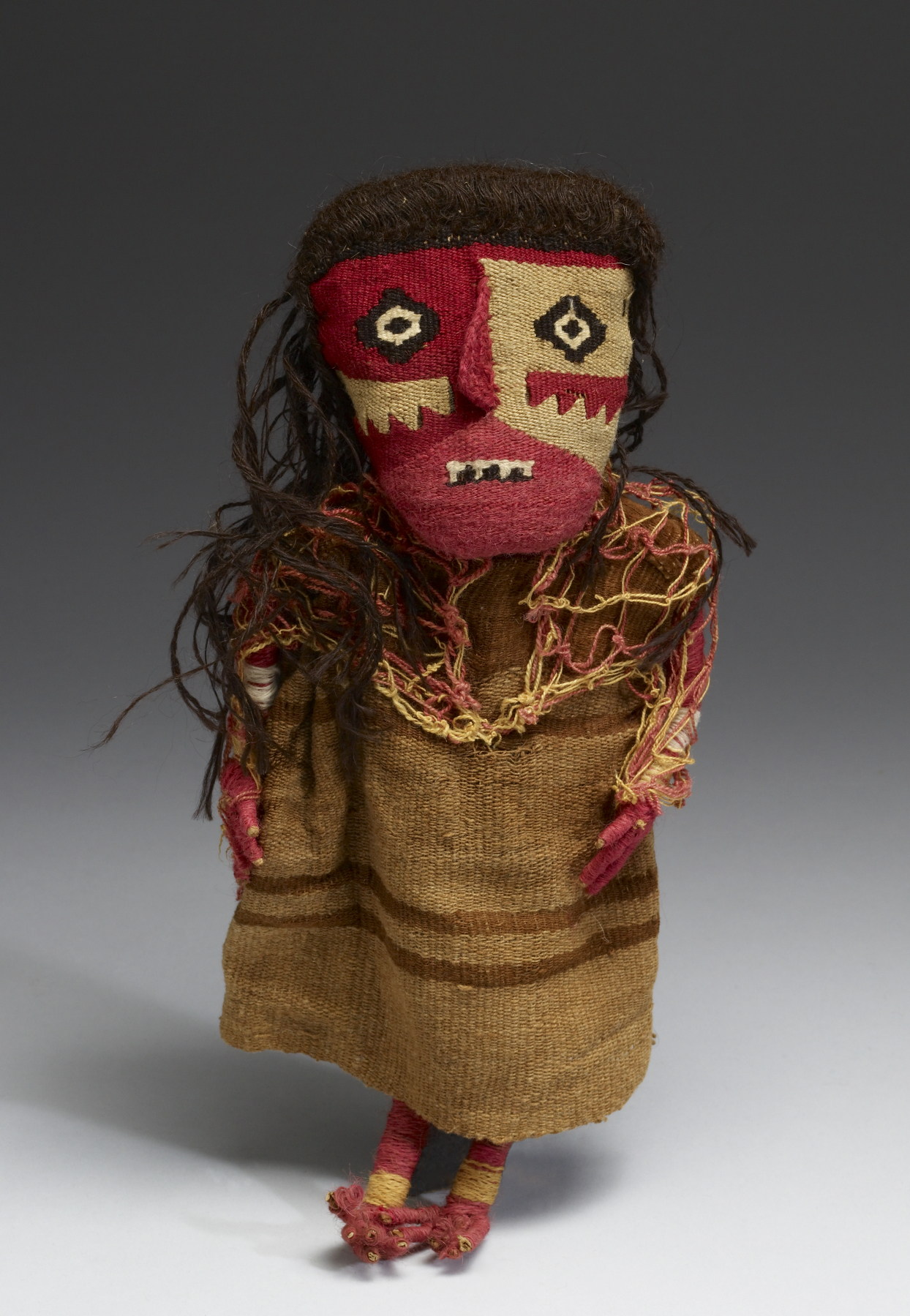
Boneca têxtil (algodão, lã, madeira)

Os Chancay foram uma civilização arqueológica pré-colombiana que se desenvolveu entre os vales de Fortaleza, Pativilca, Supe, Huaura, Chancay, Chillón, Rimac e Lurin, a costa central do Peru,   aproximadamente nos anos de 1000 a 1470. 

## História

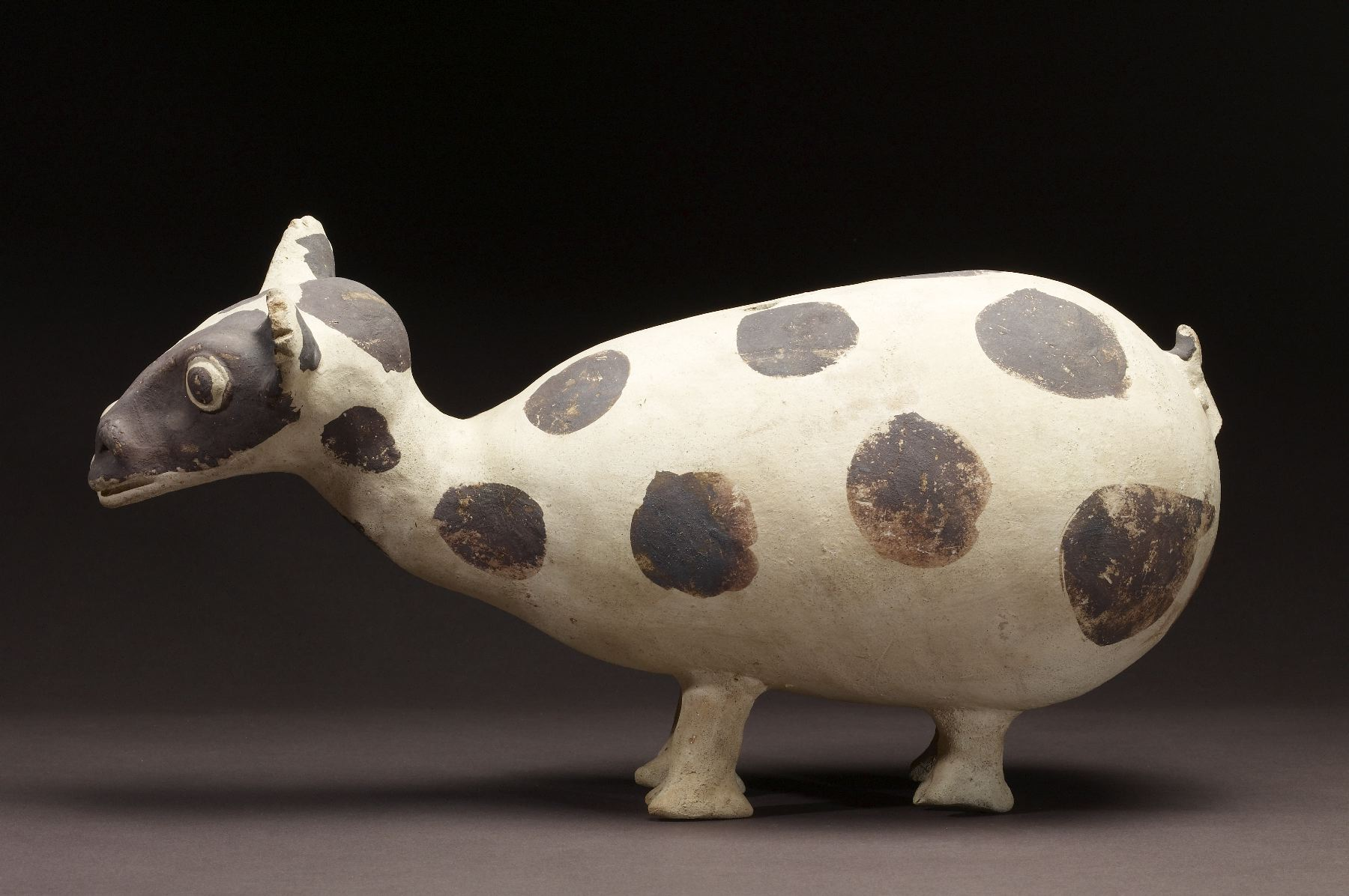
Efígie de lhama (faiança, tinta de deslizamento)

Não se sabe muito sobre a civilização Chancay, que se desenvolveu na parte posterior do Império Inca . Essa cultura surgiu após a queda da civilização Wari . Partes da área sul de Chancay foram conquistadas pelos Chimú no início do século XV e, por volta de 1450 d.C, os Incas estavam ocupando ambas as áreas.  Acredita-se que o Chancay tinha uma estrutura política centralizada, formando um pequeno estado regional.  Assim, a cultura Chancay declinou no século XV para dar lugar à expansão territorial do Império Inca. 
Ocupando a costa costeira central do Peru, os Chancay estavam concentrados principalmente nos vales de Chancay e Chillón, embora também ocupassem outras áreas, como as áreas dos vales de Rimac e Lurin.  O centro da cultura Chancay ficava a 80 quilômetros ao norte de Lima. É uma região desértica, mas tem vales férteis banhados por rios e é rica em recursos que permitiram, entre outras coisas, o desenvolvimento agrícola extensivo. 
Os Chancay desenvolveu relações comerciais intensas com outras regiões, permitindo-lhes interagir com outras culturas e assentamentos em uma área ampla. 

## Economia

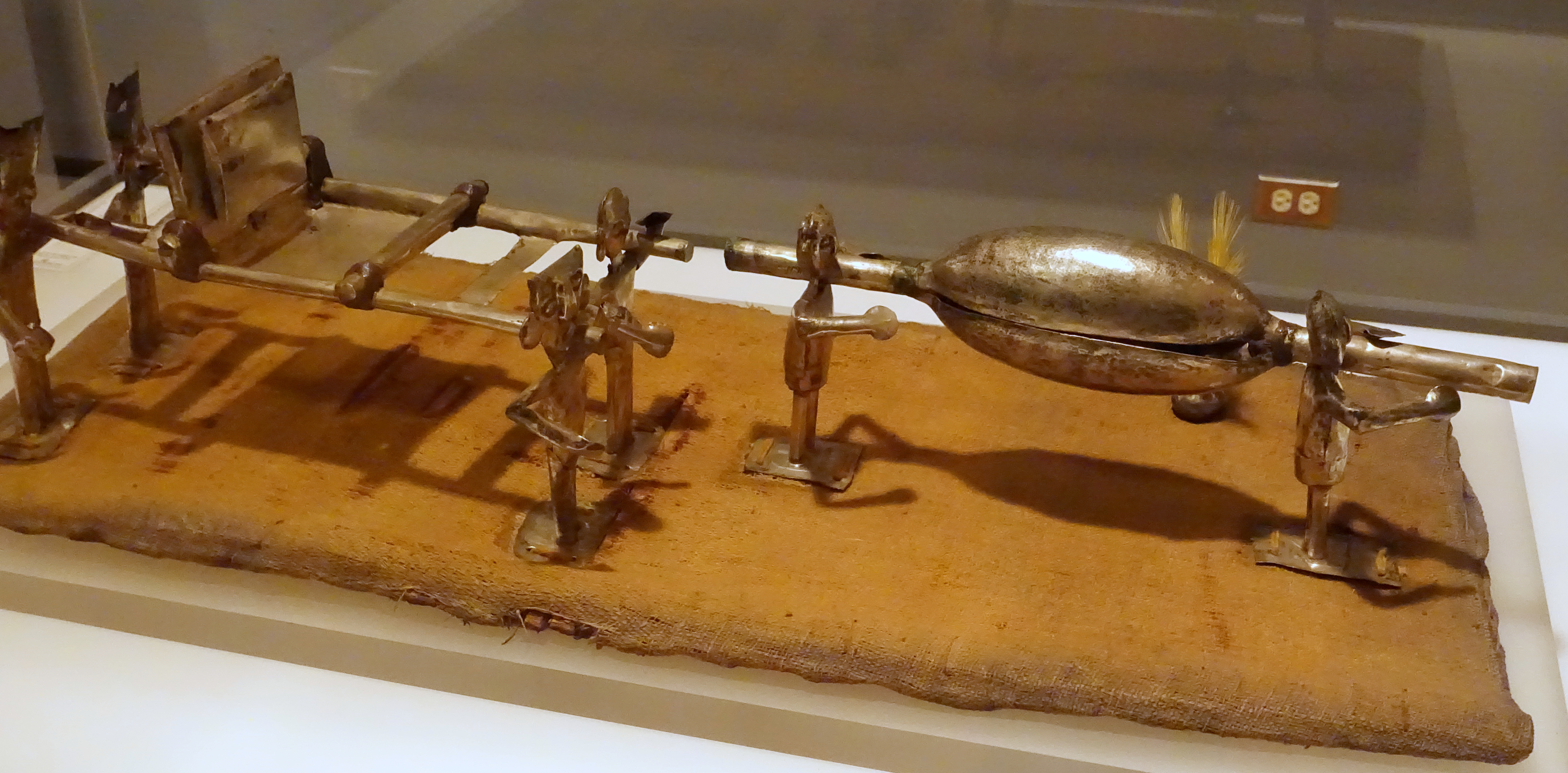
Cortejo fúnebre modelo (cobre prateado, algodão, juncos, penas)

A cultura Chancay baseou-se em sua economia na agricultura, pesca e comércio. Reservatórios de água e canais de irrigação foram construídos por engenheiros para desenvolver a agricultura. Como a cultura estava localizada geograficamente à beira-mar, eles estavam envolvidos na pesca tradicional, tanto a partir da costa, quanto em direção ao mar, a partir de seus caballitos de totora, um tipo antigo de embarcações exclusivas do Peru. O Chancay também negociava com outras regiões ou por terra em direção ao planalto e selva peruanos ou por mar ao norte e ao sul de suas fronteiras. 
Os assentamentos em Lauri, Lumbra, Tambo Blanco, Corrimão, Pisquillo Chico e Tronconal concentraram-se principalmente em artesãos produtores de cerâmicas e têxteis de grande escala. A cultura Chancay é a primeira das culturas peruanas que teve produção em massa de cerâmica, têxteis e metais, como ouro e prata, que eram bens ritualísticos e domésticos. Eles também foram notados por seus itens esculpidos em madeira. 
Os curacas, líderes políticos, regulamentavam a produção de artesãos e fazendeiros, além de supervisionar atividades festivas. 

## Têxteis

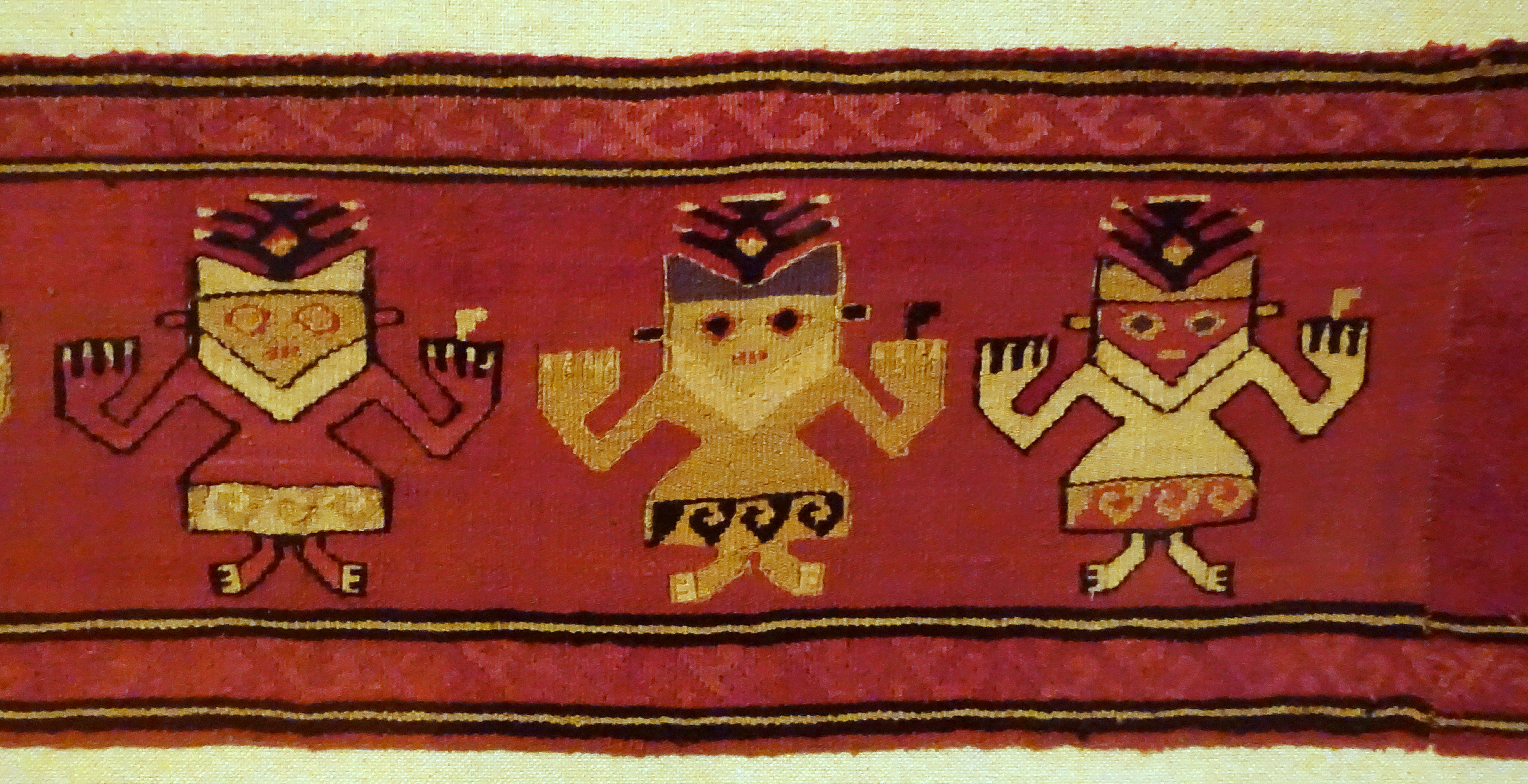
Fragmento de borda de manto de tecido funerário com figuras felinas antropomórficas

Os artefatos dos Chancay mais conhecidos são os têxteis, que variavam de peças bordadas, diferentes tipos de tecidos decorados com tinta. Uma variedade de técnicas, cores e temas foram utilizados na confecção de têxteis.  Eles usaram uma variedade de cores, incluindo amarelos, marrons, vermelhos, brancos, azuis e verdes. 
No tipo de tecido utilizado incluem lã de lhama, algodão, chiffon e penas.  Sua técnica envolveu tecidos abertos, brocados, bordados e pintados. Pincéis eram usados para pintar desenhos criativos antropomórficos, zoomórficos, geométricos e outros diretamente nas telas. Os Chancay são conhecidos pela qualidade de suas tapeçarias pintadas. Os desenhos tipicamente geométricos também incluíam desenhos de plantas, animais como peixes, gatos, pássaros, macacos e cães (mais notavelmente o cão peruano sem pêlos  ), bem como figuras humanas.  Algumas das esculturas de fibras humanas são elaboradas e incluem cenas como uma mãe ensinando sua filha a tecer em um tear de backstrap .  Aves e divindades vestindo toucados em forma de meia-lua eram um dos traços decorativos mais comuns.  Eles produziram uma variedade de produtos, como roupas, bolsas e máscaras fúnebres.  

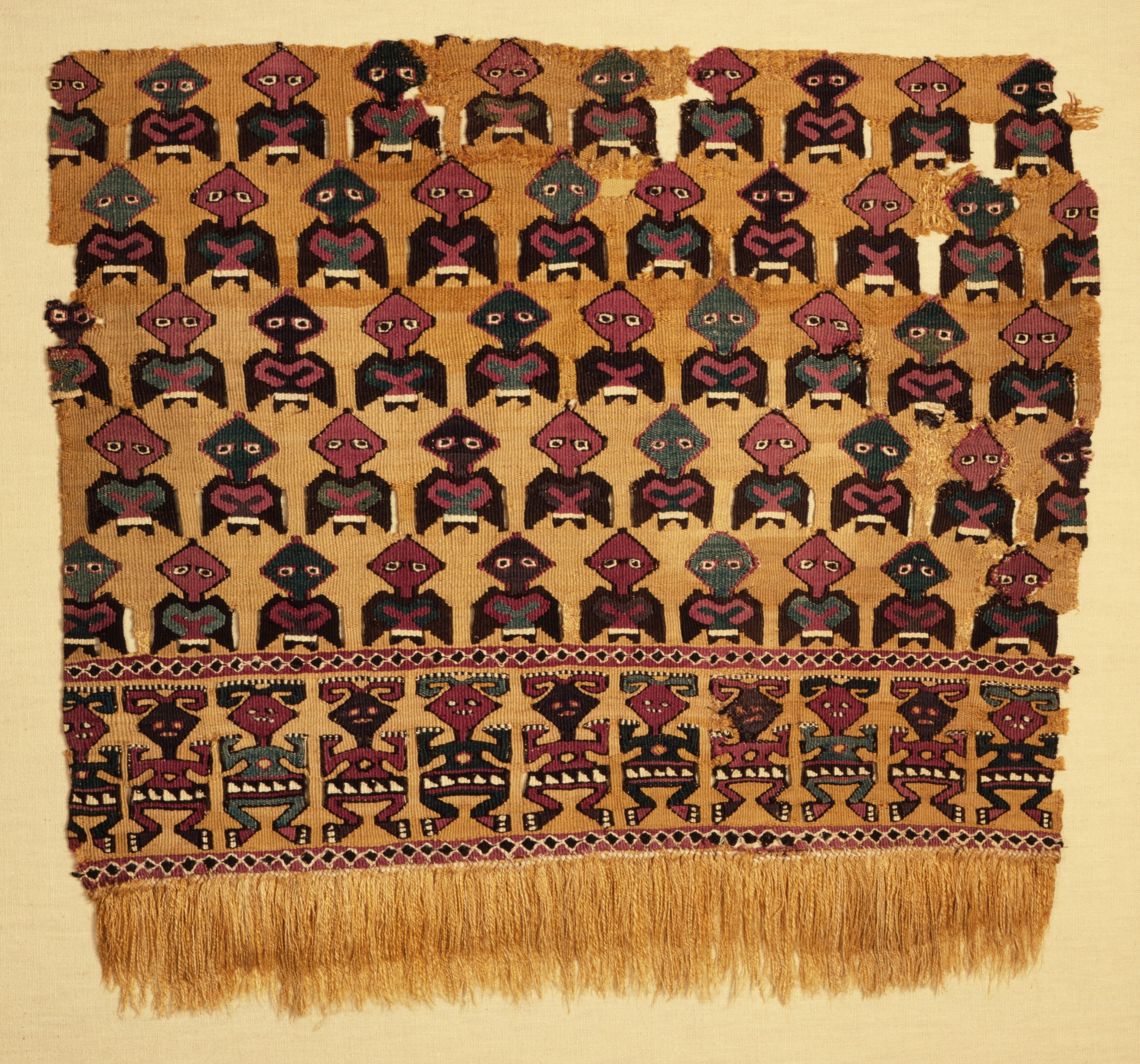
Fragmento de têxteis com design de pássaros e seres humanos estilizados

Muitos têxteis Chancay sobrevivem até hoje. Acredita-se que sua produção foi bastante extensa, devido às quantidades que foram preservadas. A qualidade do material têxtil parece ser boa, pois foram feitas cuidadosamente. 
Lonas ou gazes eram usadas principalmente para fins religiosos e mágicos. Eles foram feitos para cobrir a cabeça dos mortos sob a forma de toucados. De acordo com as crenças da época, os fios nesses tecidos tinham que ser girados na forma de um "S" no sentido anti-horário. Este fio, que tinha um caráter mágico, era chamado de lloque e, segundo a lenda, as vestes eram infundidas com poderes sobrenaturais e serviam como proteção na vida após a morte. Penas foram inseridas em um fio principal que foi então costurado no tecido.    
Os Chancay também fabricavam bonecas e outros objetos cobertos com pedaços de tecidos e vários fios. 

## Cerâmica

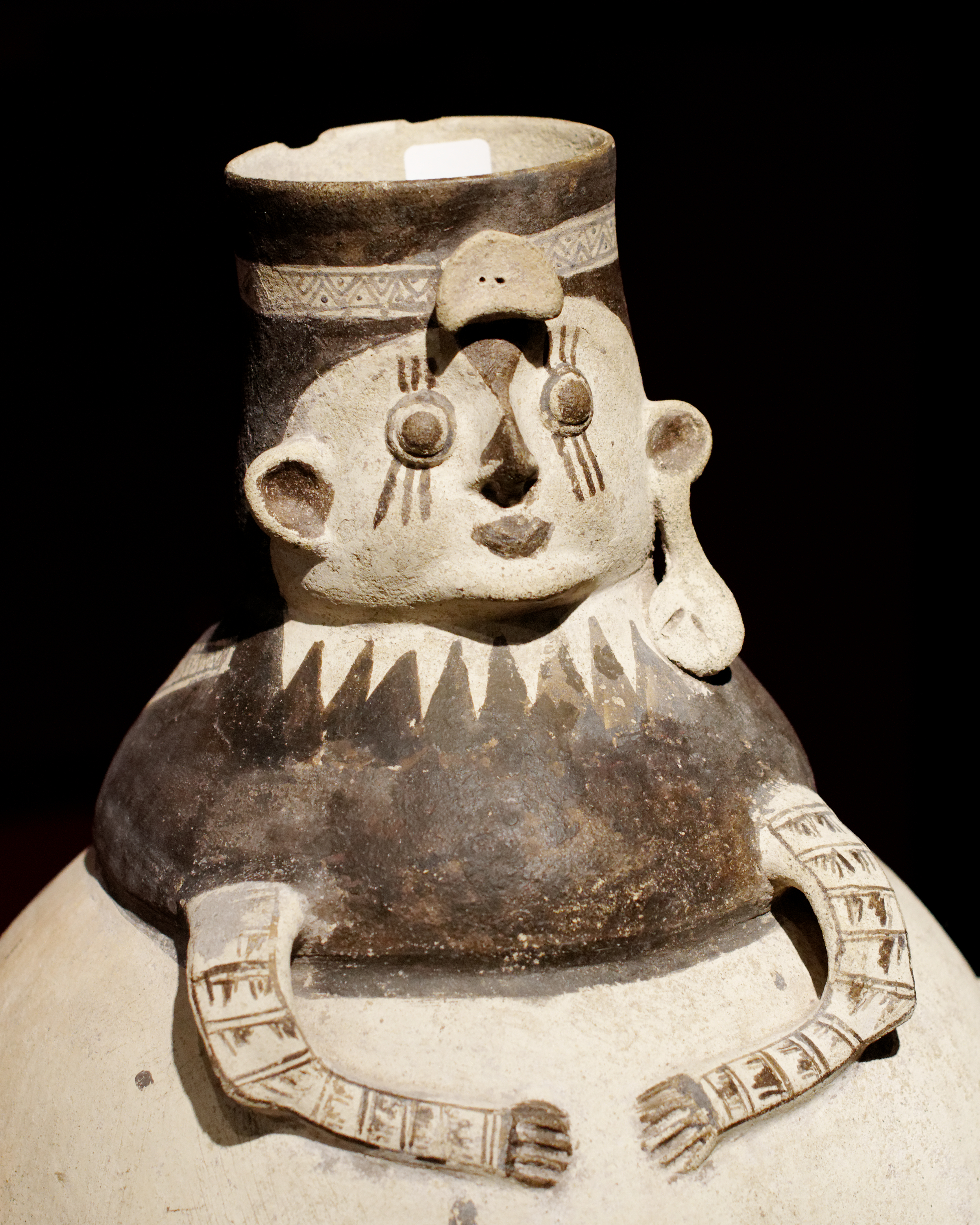
Urna antropomorfa

A cerâmica também é uma característica muito comum da cultura Chancay. Esta cerâmica foi encontrada principalmente nos cemitérios dos vales de Ancon e Chancay, por exemplo em Ancon (sítio arqueológico) . A civilização Chancay produziu cerâmica em grande escala usando moldes. No entanto, vasos abertos com mais de 400 tipos diferentes de desenhos que ainda não foram decifrados, criados exclusivamente por artesãos, foram encontrados. 
A técnica usada na criação de cerâmica foi com uma superfície áspera mate que mais tarde foi pintada com uma cor escura, geralmente preta ou marrom, em cima de um creme mais claro ou fundo branco. essa característica escura na luz é conhecida como preto no branco . 

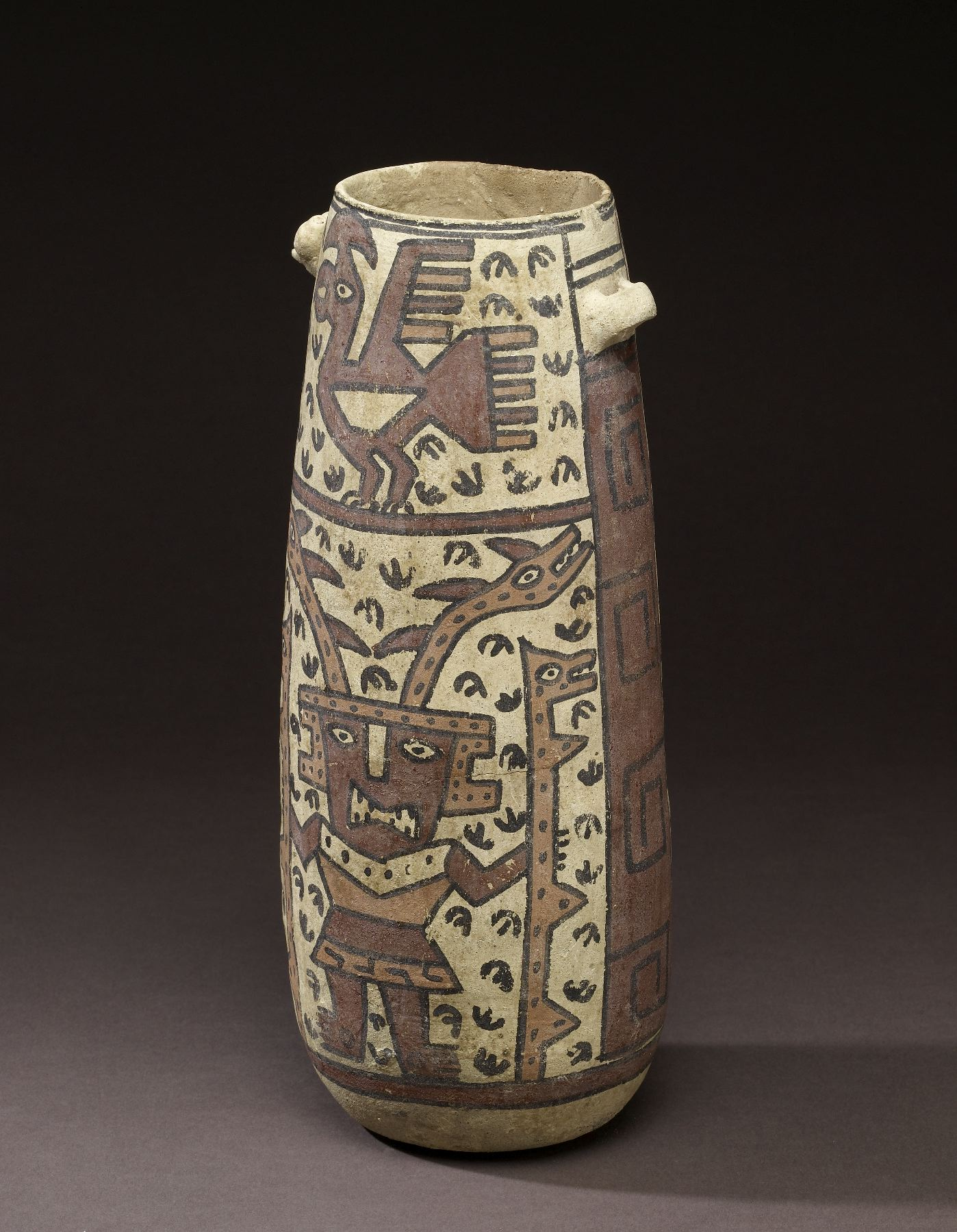
Recipiente de cerâmica (faiança, tinta escorregadia)

Vasos são muitas vezes grandes e de forma estranha. Os potes em forma de ovo são alguns dos mais comuns. Bonecos de cerâmica ou figuras femininas também foram criados. Estes eram geralmente grandes bonecos de aparência feminina feitos de barro. Os rostos e, às vezes, as seções superiores do corpo são cobertos com ornamentos de diferentes formas geométricas.  Impressões de têxteis em algumas efígies humanas de cerâmica demonstram que figuras humanas, muitas vezes pintadas com arte corporal, estavam vestidas com roupas reais, concedendo-lhes realidade e energia vital.  Os olhos foram acentuados com uma linha de cada lado e os braços eram geralmente curtos.  Estas ornamentações geométricas são muito comuns nas cerâmicas Chancay. 
Outros vasos cerâmicos comuns eram jarros oblongos com gargalos estreitos e bocas largas, com desenhos em forma de rostos humanos e formas geométricas pintadas na técnica do preto sobre o creme. Outras formas comuns de animais são pássaros ou lhamas.  Havia também ídolos de tamanho miniatura chamados cuchimilcos, que eram formas antropomórficas representativas de figuras humanas, com mandíbulas proeminentes e olhos pintados de preto. Essas figuras de cuchimilco geralmente tinham os braços estendidos como se estivessem prontos para voar ou para te convidar para um abraço. Acredita-se que eles eram usados para afastar as energias ruins. Talvez por isso tenham sido encontrados principalmente nos túmulos da nobreza de Chancay.    

## Marcenaria

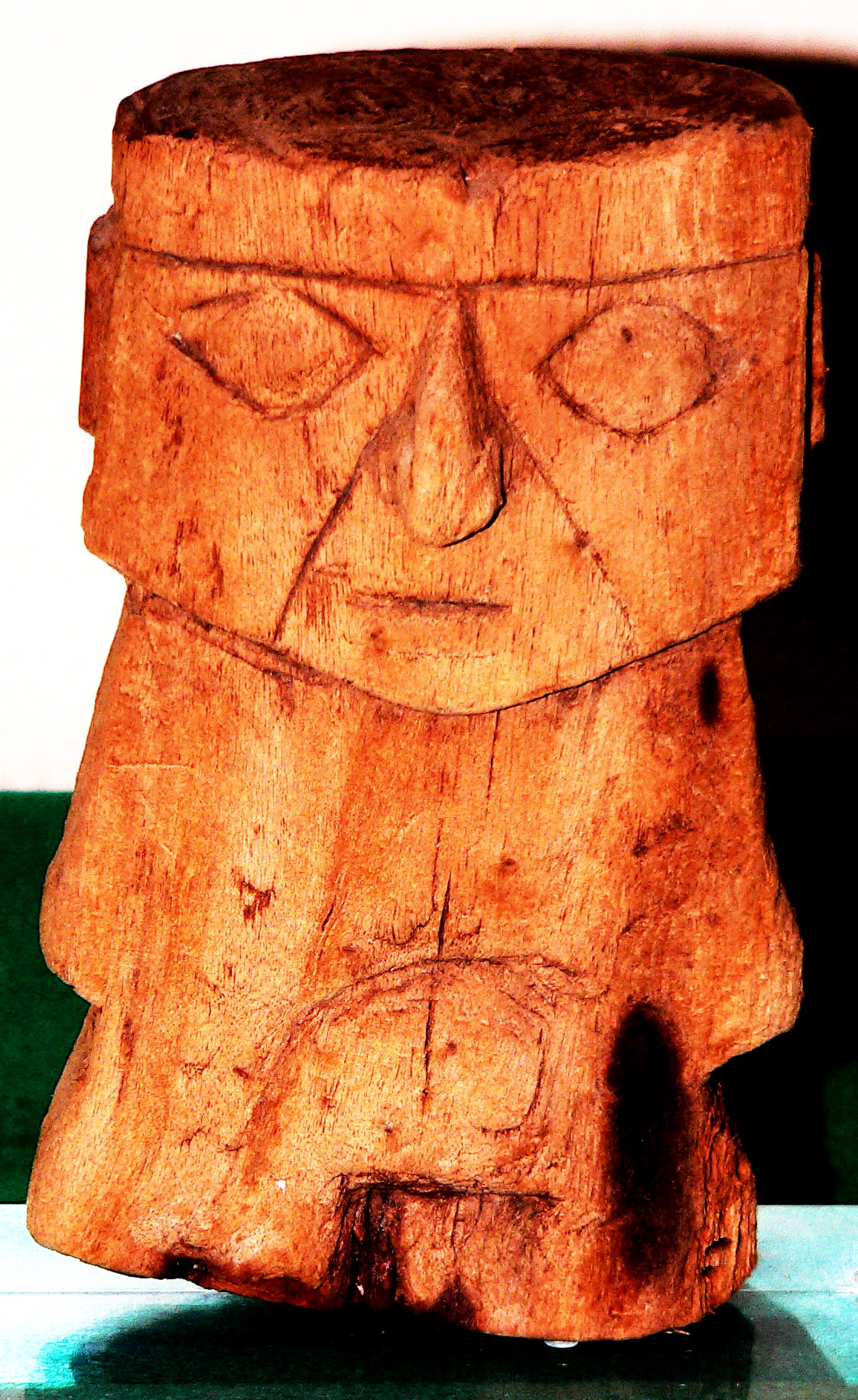
Deus de madeira.

As esculturas de madeira feitas pelos Chancay são caracterizadas pela sua simplicidade, sobriedade  e uso de formas da natureza, bastante opostas à sofisticação da sua arte têxtil. Da madeira eles produziram implementos de uso diário, estátuas e itens para decoração, alguns dos quais eles pintaram. Usando a madeira de seu deserto costeiro, os Chancay esculpiram objetos grandes e pequenos, finamente gravados com motivos refletindo o ambiente marinho, como aves marinhas e barcos. 

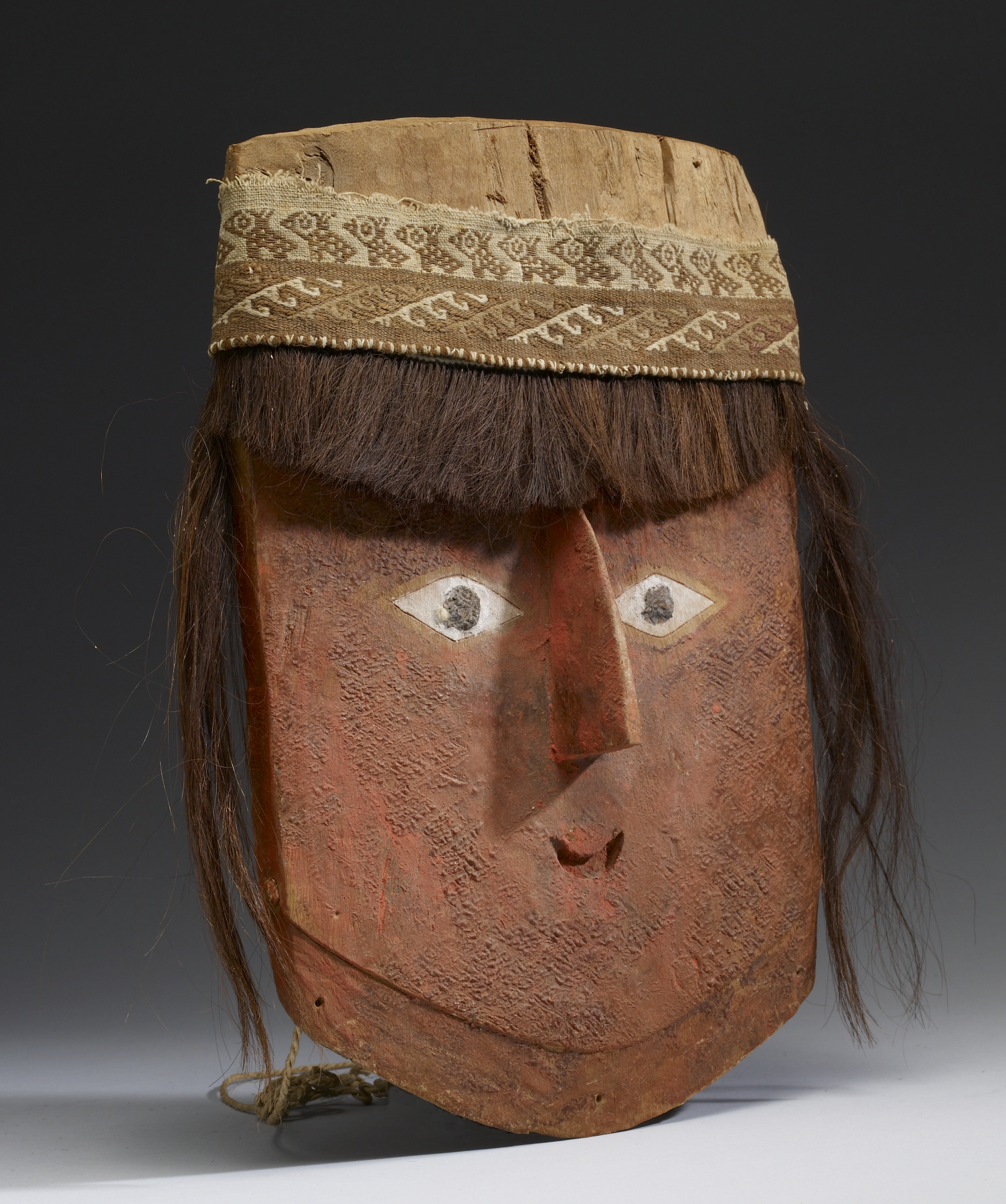
Máscara de múmia com peruca

Eles também fabricavam ferramentas para uso no trabalho têxtil, nas operações de agricultura e pesca, bem como uma variedade de objetos para o culto e para distinguir o status social da população. 
Cabeças humanas esculpidas em madeira eram comuns. Eles foram usados para coroar as múmias de importantes dignitários, como uma marca de seu status como divindade ou ancestral mítico, que eles adquiriram após a morte. As imagens humanas na madeira também poderiam ser indicadores de poder político, especialmente quando eram esculpidas em paus ou bastões de comando. 

## Arquitetura e organização social

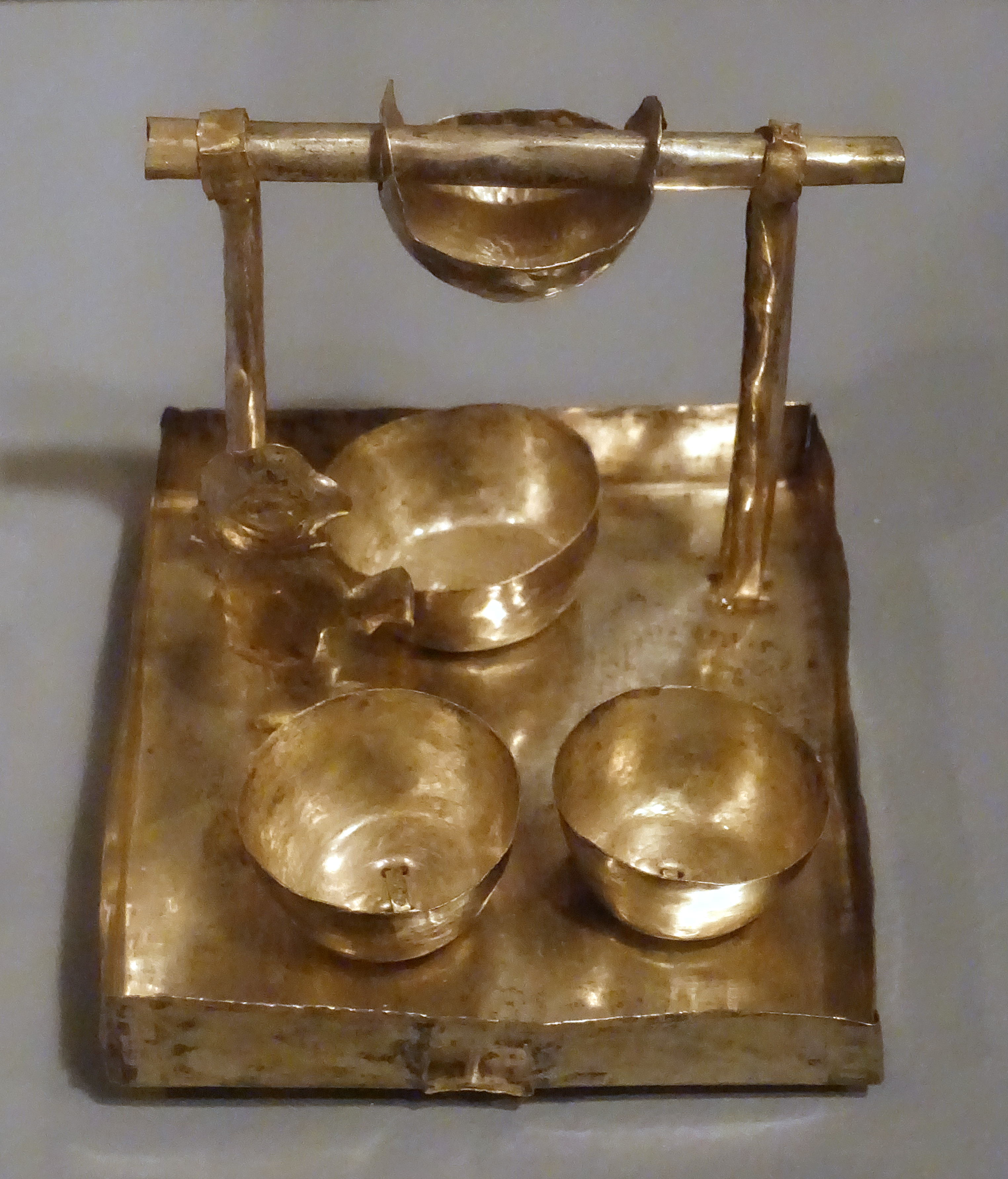
Bandeja modelo para fazer chicha (cobre prateado)

No que diz respeito à arquitetura, esta civilização é conhecida por criar grandes centros urbanos com montes em forma de pirâmide e edifícios complexos. Foi organizado por diferentes tipos de assentamentos ou ayllus e controlado por líderes ou curacas. Os centros urbanos tinham construções típicas para fins cívico-religiosos, que também incluíam palácios residenciais. Esses centros urbanos eram bastante grandes, talvez devido à produção em massa de mercadorias. 

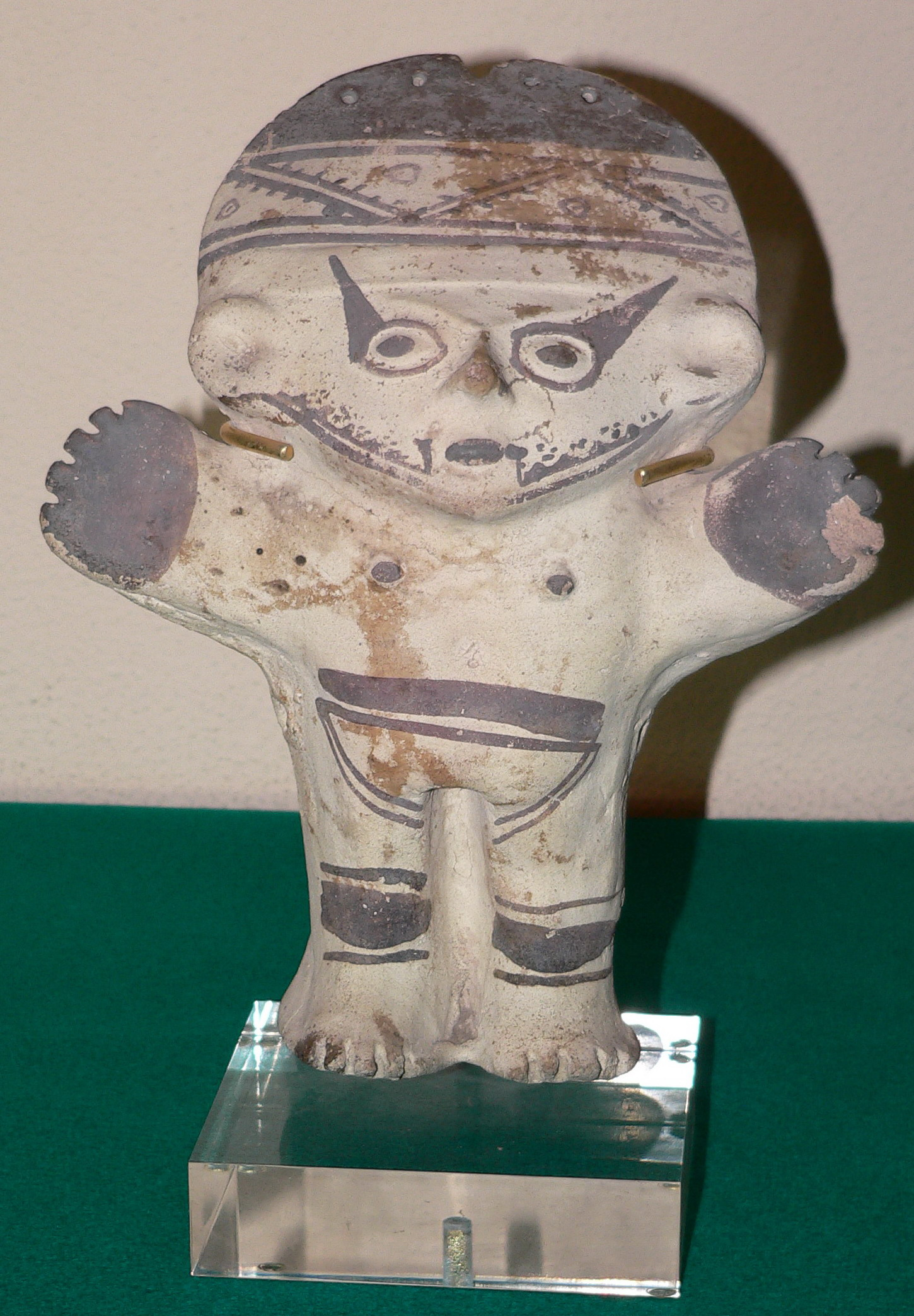
Deus de argila sólida chamado cuchimilco da cultura Chancay.

Sua cultura era marcada pela estratificação social, que também estava presente nas pequenas cidades. 
As construções foram feitas principalmente de tijolos de adobe, foram organizadas em clusters e também foram projetadas de forma similar de acordo com um padrão específico. Às vezes, as construções mais proeminentes eram misturadas ou combinadas com pedras. Seus habitantes foram assentados com base em seu comércio para que pudessem massificar a produção de bens. 
O acesso às pirâmides era através de rampas, ou seja, de cima para baixo. Suas obras de engenharia hidráulica, como reservatórios e canais de irrigação, também eram de grande notoriedade. 